# Larin
Larin (plurale: lari) è un gruppo di oggetti usati come monete nelle aree dell'Oceano indiano.
Il nome viene da Lar, una città persiana, dove, secondo la tradizione, sarebbero stati prodotti i primi esemplari.
Il larin è un pezzo di tondino d'argento di ca. 10 centimetri, solitamente piegato in due parti uguali ed a forma di "C", anche se ci sono larin a forma di "J", "I" o "S". Il larin era punzonato con testo arabo o persiano, solitamente il nome del principe locale. La forma da "I" era più diffusa tra gli Arabi ed i Persiani, mentre le forme a "J" ed a "S" erano tipiche dell'isola di Ceylon. Questi ultimi erano noti come "koku risi" (gancio d'argento) tra i Singalesi.
Il larin del XVII secolo pesava ca. 4,75 grammi. La valutazione era di 5,5 larin per un pezzo da otto spagnolo.
Larin è la radice da cui deriva il nome del Lari georgiano e del Laari delle Maldive.